# Centro de interpretación del Cabezo de la Jara
El centro de interpretación del Cabezo de la Jara se halla a 7 kilómetros del casco urbano de Puerto Lumbreras, en el paraje natural del Cabezo de la Jara, en la Región de Murcia, España.
Dentro del albergue juvenil y junto al observatorio astronómico. El cabezo de la Jara, la mayor elevación del municipio (1247 m), conserva un importante patrimonio natural que puede ser disfrutado por los visitantes gracias a los diferentes senderos que lo recorren y a la visita al centro de interpretación.

## Visita

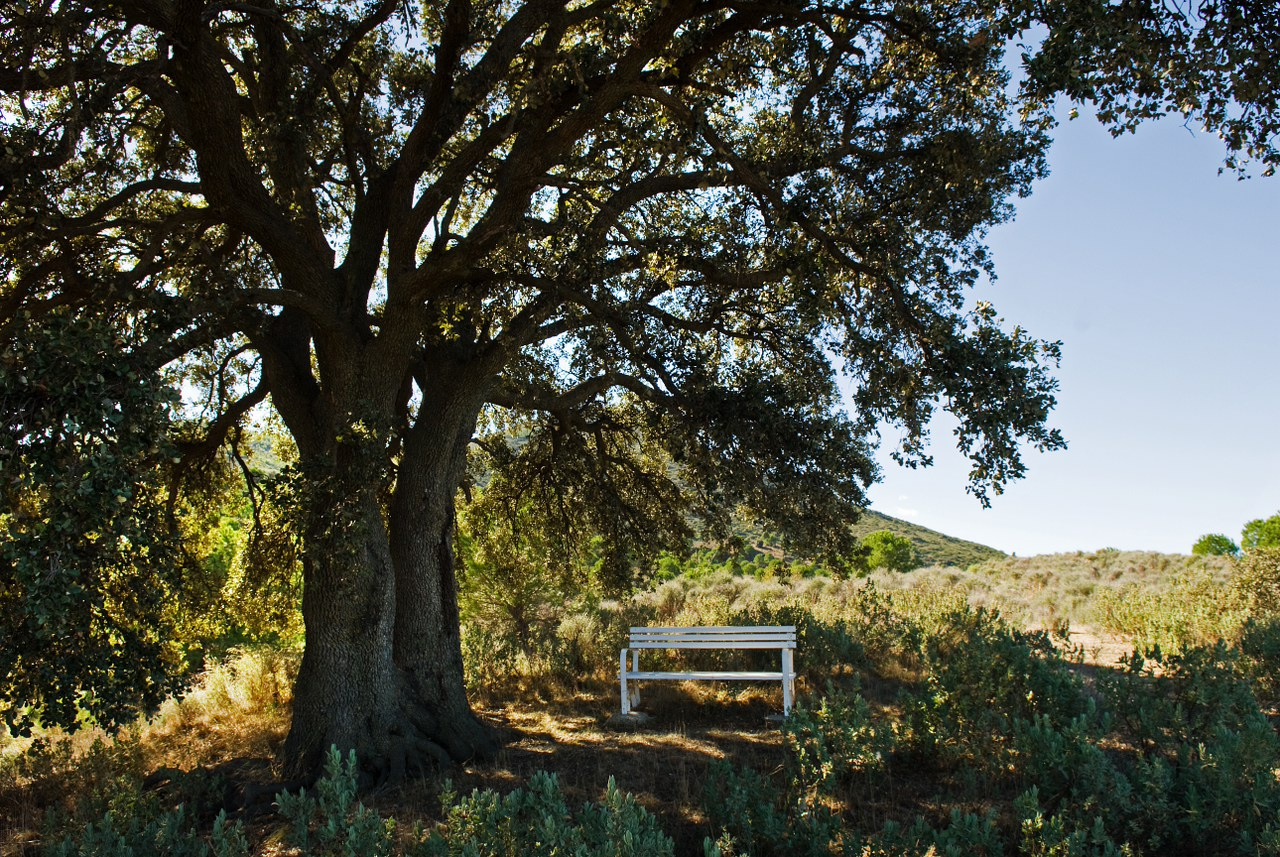
Paraje natural

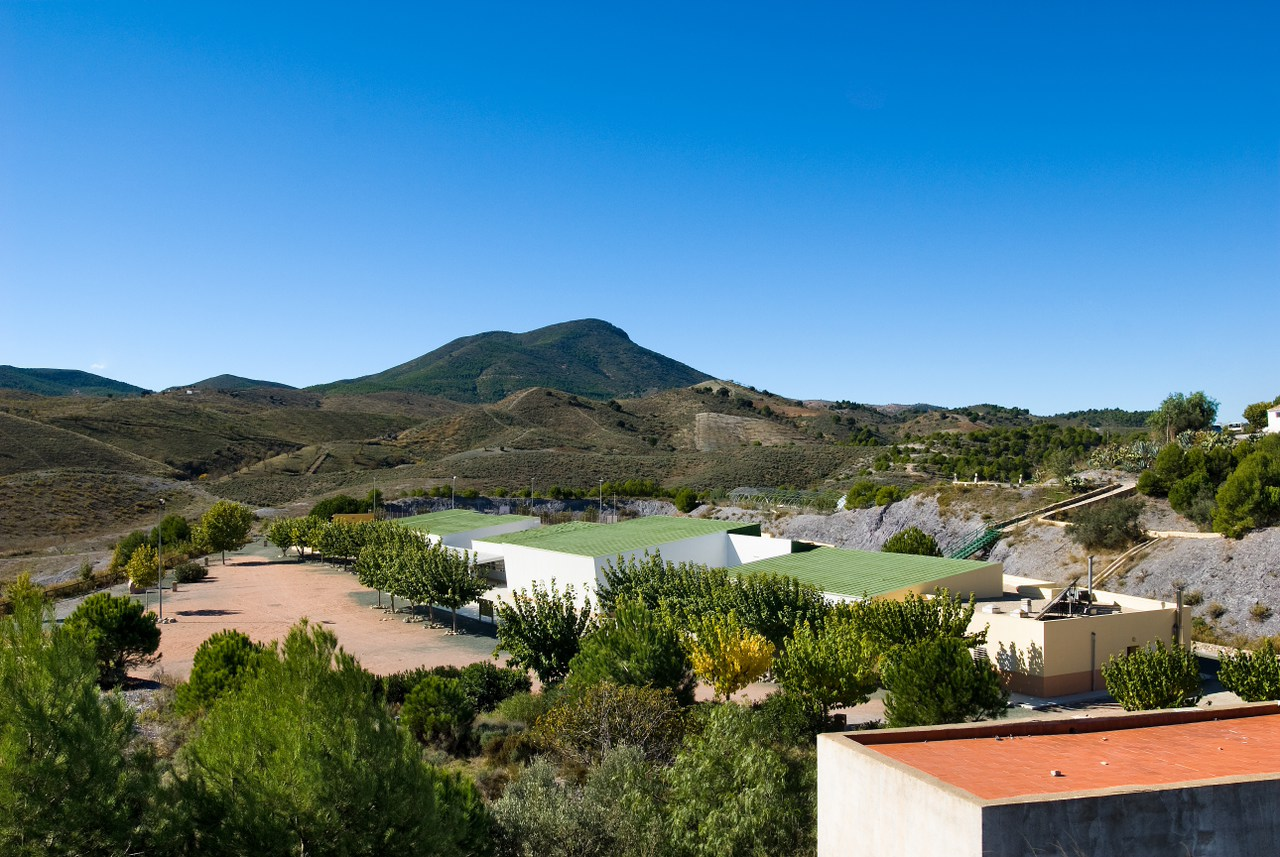
Albergue juvenil y centro de interpretación

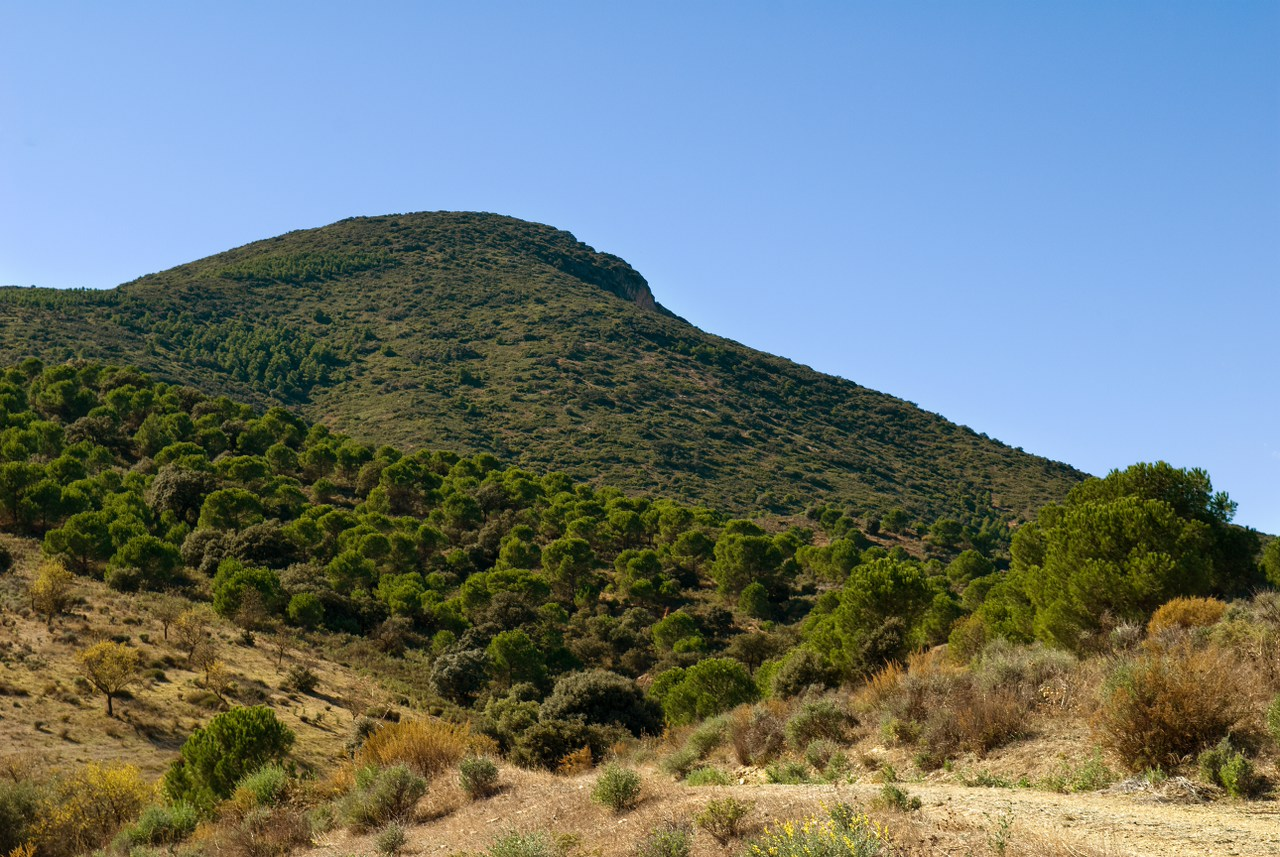
El cabezo de la Jara

El Centro cuenta con una superficie total de casi 200 metros cuadrados y en los que se ubica una recepción, una sala de audiovisuales, y una zona permanente de exposiciones sobre los recursos y espacios naturales del municipio.
A través de seis espacios con diferentes temáticas, el visitante puede conocer el patrimonio natural lumbrerense, recorrido que se  completa con actividades al aire libre para familias y escolares, como talleres ambientales y de recursos naturales. Además,  es el punto de partida de diferentes senderos naturales e interpretativos que recorren este espacio protegido.
Los ámbitos temáticos en los que se organiza el centro de interpretación son:
- Espacio natural. Se explican las características de este espacio protegido, contemplado como Lugar de Interés Comunitario (L.I.C) y los elementos singulares que conforman el paisaje representados sobre una maqueta de gran tamaño en la que se sitúan los diferentes puntos que van a visitar.

- Paisaje. Mediante paneles retroiluminados se da a conocer la evolución geológica del Cabezo de la Jara.

- Flora. A través de juegos interactivos y aromas, se explica la flora autóctona y las especies protegidas que se pueden encontrar en el paraje natural.

- Fauna. En este ámbito se presenta la fauna característica: búhos reales, águilas perdiceras, zorros y la tortuga mora.

- El hombre. Recorrido por la historia y tradiciones del municipio, por su artesanía y gastronomía.

- Sala de audiovisuales. Una visita virtual por los rincones más emblemáticos, donde se puede descubrir los colores los aromas y la esencia de Puerto Lumbreras.

Junto al centro de interpretación se encuentra el albergue juvenil. Cuenta con varias estancias perfectamente equipadas, comedor, sala de audiovisuales y amplias terrazas exteriores. Organiza numerosas actividades a lo largo del año.

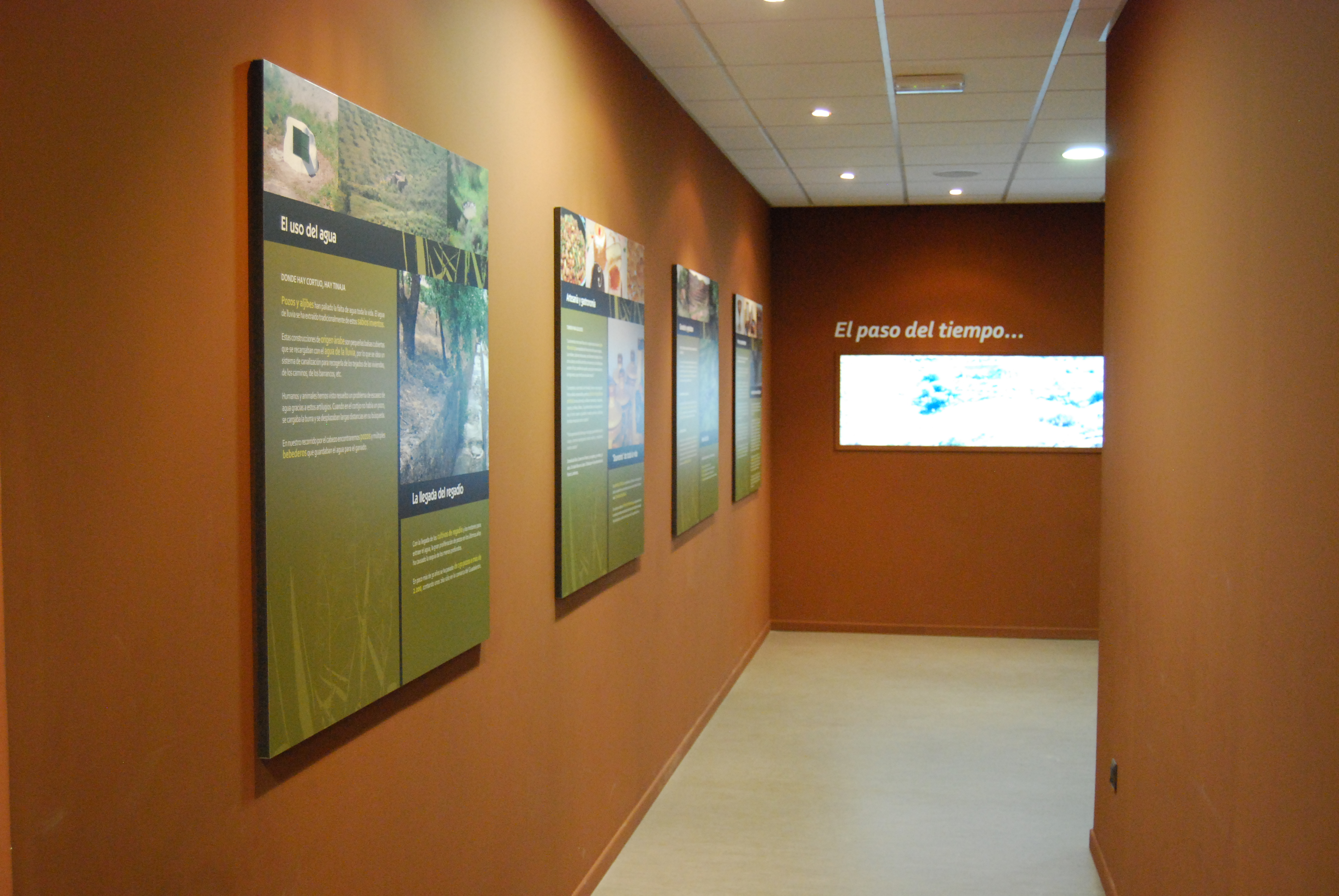
Espacio El Hombre

## Senderos naturales e interpretativos

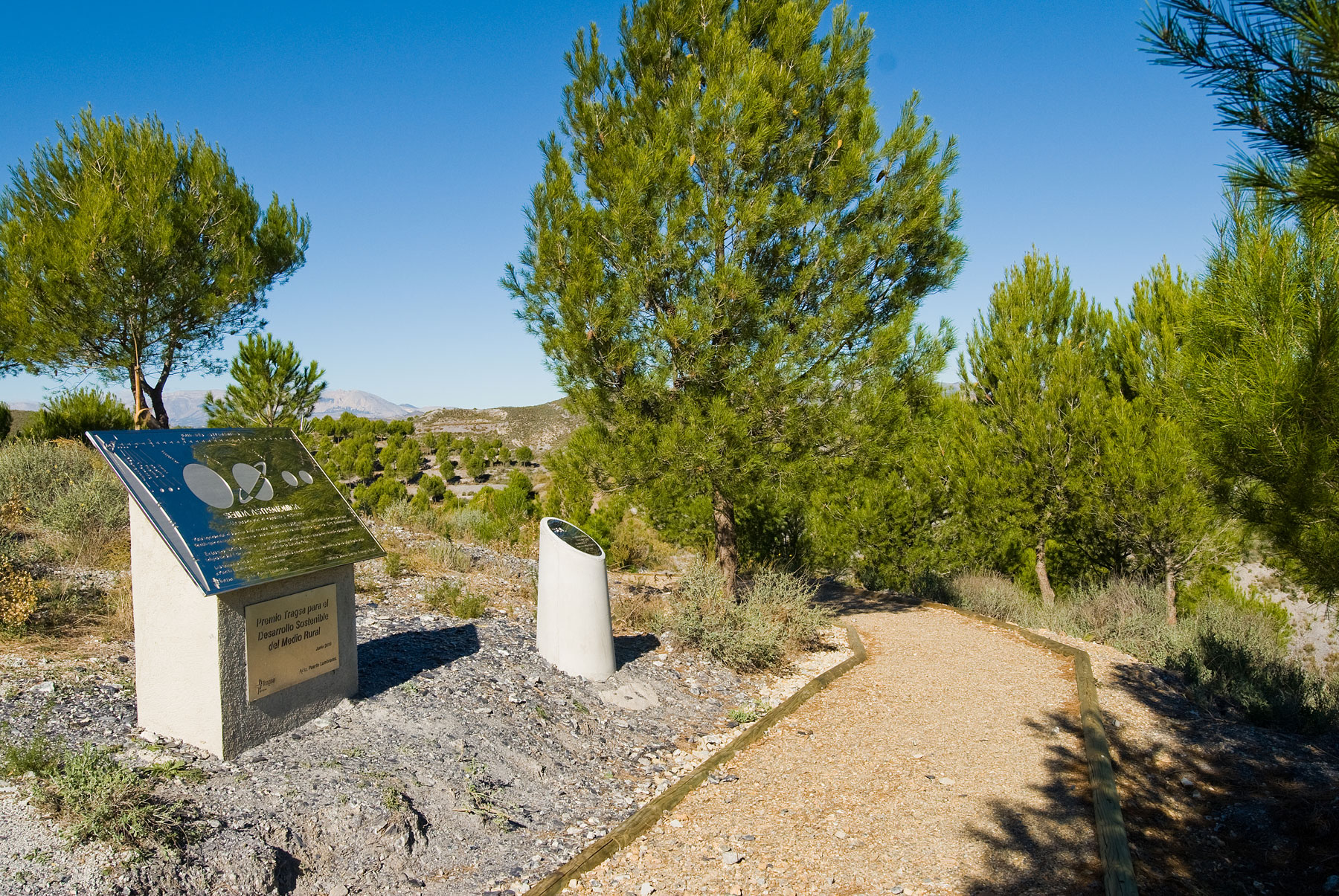
Detalle del sendero astronómico

El centro de interpretación de la Naturaleza es el punto de partida o de finalización para diferentes senderos que atraviesan el Cabezo de la Jara.  Estos itinerarios son de dos tipos: senderos de pequeño recorrido y senderos temáticos. 
Del primer grupo son dos las rutas que permiten conocer los lugares emblemáticos de este paraje natural. Una de ellos tiene como punto de partida Puerto Lumbreras y de finalización en el centro de interpretación; la segunda es un recorrido circular con principio y fin en el Cabezo de la Jara.
Respecto a los interpretativos, son dos los itinerarios existentes: el botánico-aprovechamiento del agua y el astronómico. En el primero, se pueden contemplar las especies más significativas de la zona (16 especies señalizadas con su nombre común y científico); además, se han rehabilitado pozos, abrevaderos, terrazas y sangradores que permiten conocer los sistemas de captación, distribución y aprovechamiento de recursos hídricos en Puerto Lumbreras; y astronómico, sendero que comienza en la subida al Observatorio Astronómico y en el que se sitúan dos maquetas, un sistema solar a escala, dos reljos de sol y uno de luna.